# Hilsa (dorp)
Hilsa is een notified area in het district Nalanda van de Indiase staat Bihar. 

## Demografie
Volgens de Indiase volkstelling van 2001 wonen er 37.748 mensen in Hilsa, waarvan 54% mannelijk en 46% vrouwelijk is. De plaats heeft een alfabetiseringsgraad van 57%. 